# Dolní Nivy
Obec Dolní Nivy (něm. Unter Neugrün) se nachází v okrese Sokolov, kraj Karlovarský. Žije zde 360 obyvatel.

## Historie
Ves byla založena pravděpodobně ke konci 13. století jako německá kolonizační ves. První písemná zmínka o obci pochází z roku 1353 kdy byla prodána bratry Pressaterovými šlechtickému rodu Nothaftů. V té době se ještě nerozlišovaly Dolní a Horní Nivy, které jsou uváděny až po skončení husitských válek. Ve druhé polovině 14. století zde stála středověká tvrz, na jejímž místě byl později postaven uzavřený statek chebského typu, usedlost čp. 2, stržená roku 1967. V 15. století se stali majiteli vesnice Šlikové. Ves drželi až do pobělohorské konfiskace, kdy se Dolní Nivy dostaly do správy Nostitzů. V roce 1850 se po zrušení vrchnostenské správy stala vesnice osadou obce Svatavy, v roce 1878 samostatnou obcí. Po druhé světové válce a odsunu německého obyvatelstva obec chátrala. Mnohé objekty byly strženy a nahradila je novodobá socialistická výstavba. Ta narušila přirozený vzhled obce. Z původních objektů se dochovala hrázděná chalupa čp. 84 a pseudorománská kaplička, v minulosti s oltářem Svaté Rodiny.

## Přírodní poměry
Dolní Nivy se rozkládají v mělkém údolí Lomnického potoka na jižních svazích Krušných hor upadajících do Sokolovské pánve. Jižní část území obce pokrývá podkrušnohorská výsypka, která vznikla navezením skrývkových hmot z hnědouhelného lomu Jiří.
V obci roste mohutný památný strom Jirákova lípa.

## Obyvatelstvo
Obyvatelstvo pracovalo převážně v zemědělství, v 16. až 18. století se zde hojně pěstoval chmel a len. Kromě toho se v okolí obce dobývaly až do 19. století železné rudy.
Při sčítání lidu v roce 1921 zde žilo 431 obyvatel, z nichž bylo pět Čechoslováků a 426 Němců. K římskokatolické církvi se hlásilo 429 obyvatel, 2 byli bez vyznání.
| Rok            | 1869 | 1880 | 1890 | 1900 | 1910 | 1921 | 1930 | 1950 | 1961 | 1970 | 1980 | 1991 | 2001 | 2011 |
| -------------- | ---- | ---- | ---- | ---- | ---- | ---- | ---- | ---- | ---- | ---- | ---- | ---- | ---- | ---- |
| Počet obyvatel | 395  | 442  | 418  | 451  | 450  | 431  | 505  | 312  | 364  | 191  | 173  | 132  | 138  | 162  |
| Počet domů     | 64   | 71   | 71   | 72   | 76   | 75   | 89   | 109  | 178  | 33   | 33   | 27   | 31   | 35   |

| Rok            | 1869  | 1880  | 1890  | 1900  | 1910  | 1921  | 1930  | 1950 | 1961 | 1970 | 1980 | 1991 | 2001 | 2011 |
| -------------- | ----- | ----- | ----- | ----- | ----- | ----- | ----- | ---- | ---- | ---- | ---- | ---- | ---- | ---- |
| Počet obyvatel | 1 363 | 1 362 | 1 304 | 1 414 | 1 469 | 1 461 | 1 543 | 688  | 731  | 508  | 382  | 243  | 271  | 313  |
| Počet domů     | 220   | 240   | 245   | 254   | 260   | 263   | 293   | 322  | 178  | 118  | 94   | 72   | 78   | 92   |

## Části obce
- Dolní Nivy
- Boučí
- Horní Nivy
- Horní Rozmyšl